# Булмаркет ДМ
„Булмаркет ДМ“ ООД е частна компания, регистрирана през 1996 г., със седалище в град Русе. Дружеството е един от най-големите вносители и износители на пропан-бутан в България. Притежава терминали за газ и нефтопродукти в България и Румъния, железопътни и автоцистерни за газ и кораб-газовоз за пропан-бутан. Собственик е на пристанище, оборудвано за работа с течни и насипни товари, с терминал за претоварване на газ от танкери-газовози на вагони и автомобили и хранилище за природен газ и пропан-бутан.
Фирмата има изградена мрежа от собствени метанстанции, завод за биодизел (от 2008 г.), завод за сурови растителни масла (от 2012 г.).
„Булмаркет ДМ“ ООД е първият частен железопътен превозвач в България. Притежава лиценз за извършване на железопътен транспорт от 21 октомври 2005 г. за превоз на товари по цялата железопътна мрежа в Република България. През 2018 г. притежават 5 електрически локомотива серия 86, 4 броя серия 87 (еднакви с тези на БЖК), 5 броя серия 85 и 10 дизелови локомотива. От дизеловите три броя са еднакви със серия 51 на БДЖ, два броя – еднакви със серия 52 на БДЖ, седем броя – еднакви със серия 55 на БДЖ и един брой дизелов маневрен локомотив, производство на „Експрес сервиз“ – Русе (нов). Всички локомотиви, с изключение на последния са закупувани на старо – серия 86 са от Датските железници, серии 85 и 87 – от Британските железници, два от дизеловите – от Румънските железници, а останалите от промишлени предприятия в България.
| Предишна ЖП администрация | Експлоатационен номер | Експлоатационен номер | Фабрика                              | Бележки                               |
| Предишна ЖП администрация | предишен номер        | в Булмаркет           | Фабрика                              | Бележки                               |
| ------------------------- | --------------------- | --------------------- | ------------------------------------ | ------------------------------------- |
| DSB                       | ЕА 3002               | 91 52 20 86 001 – 8   | „Henschel“ – Kassel                  | Произведен 1984 г.                    |
| DSB                       | ЕА 3003               | 91 52 20 86 002 – 6   | „Scandia werk“ – Randers             | Произведен 1985 г.                    |
| DSB                       | ЕА 3005               | 91 52 20 86 003 – 4   | „Scandia werk“ – Randers             | Произведен 1985 г.                    |
| DSB                       | ЕА 3006               | 91 52 20 86 004 – 2   | „Scandia werk“ – Randers             | Произведен 1985 г.                    |
| DSB                       | ЕА 3008               | 91 52 20 86 005 – 9   | „Scandia werk“ – Randers             | Произведен 1986 г.                    |
| DSB                       | ЕА 3009               | -                     | „Scandia werk“ – Randers             | Произведен 1986 г.                    |
| BR                        | 87 009                | 91 52 00 87 009 – 4   | BREL Crewe Works                     | Произведен 11.1973 г.                 |
| BR                        | 87 017                | 91 52 00 87 017 – 7   | BREL Crewe Works                     | Произведен 04.1974 г.                 |
| BR                        | 87 023                | 91 52 00 87 023 – 5   | BREL Crewe Works                     | Произведен 04.1974 г.                 |
| BR                        | 87 025                | 91 52 00 87 025 – 0   | BREL Crewe Works                     | Произведен 04.1974 г.                 |
| BR                        | 86701                 | 91 52 00 85 001 – 3   | „British Rail Doncaster Works“       | Произведен 10.1965 г.                 |
| BR                        | 86702                 | 91 52 00 85 002 – 1   | „English Electric at Vulcan Foundry“ | Произведен 03.1966 г.                 |
| BR                        | 86213                 | 91 52 00 85 003 – 9   | „English Electric at Vulcan Foundry“ | Произведен 12.1965 г.                 |
| BR                        | 86235                 | 91 52 00 85 004 – 7   | „English Electric at Vulcan Foundry“ | Произведен 10.1965 г.                 |
| BR                        | 86231                 | 91 52 00 85 005 – 4   | „British Rail Doncaster Works“       | Произведен 10.1965 г.                 |
| BR                        | 86234                 | 91 52 00 85 006 – 2   | „English Electric at Vulcan Foundry“ | Произведен 05.1966 г.                 |
| BR                        | 86233                 | -                     | „English Electric at Vulcan Foundry“ | Произведен 05.1966 г. За части.       |
| -                         | 51 109                | 51 109                | „Ganz-Mavag“ – Budapest              | не е в движение фабр. № 1752/1973     |
| -                         | 51 165.9              | 51 165.9              | „Ganz-Mavag“ – Budapest              |                                       |
| -                         | 51 166                | 51 166                | „Ganz-Mavag“ – Budapest              | Не е в движение                       |
| -                         | 52 255.7              | 52 255.7              | „Hans Beimler“ – Hennigsdorf         |                                       |
| -                         | 52 293.8              | 52 293.8              | „Hans Beimler“ – Hennigsdorf         |                                       |
| -                         | 55 125                | 55 125                | „23 August“ (FAUR) Bucureşti         |                                       |
| -                         | 55 182.0              | 55 182.0              | „23 August“ (FAUR) Bucureşti         |                                       |
| -                         | 55 229.9              | 55 229.9              | „23 August“ (FAUR) Bucureşti         |                                       |
| -                         | 55 238.0              | 55 238.0              | „23 August“ (FAUR) Bucureşti         |                                       |
| -                         | 55 263.8              | 55 263.8              | „23 August“ (FAUR) Bucureşti         |                                       |
| CFR                       | -                     | LDH70-681             | „23 August“ (FAUR) Bucureşti         |                                       |
| CFR                       | -                     | ?                     | „23 August“ (FAUR) Bucureşti         |                                       |
| -                         | -                     | 698 52 1150 002 – 2   | „Експрес сервиз“ – Русе              | Произведен 2014 г. Заводски № MDD4-02 |